# Птихография
Птайкография (птихография - от греческого ptycho (греч. перекрытие)) - сканирующая техника получения изображений объектов, размеры которых значительно превышают поперечные размеры фокального пятна (электронов, рентгеновского излучения) на образце. Первоначально разработана Walter Hoppe для решения обратной фазовой задачи дифракции от перекрывающихся регионов исследуемого образца.